# Cuscuta argentinana
Cuscuta argentinana är en vindeväxtart som beskrevs av Truman George Yuncker. Cuscuta argentinana ingår i släktet snärjor, och familjen vindeväxter. Utöver nominatformen finns också underarten C. a. parviflora.